# 特鲁德内半岛
特鲁德内半岛（俄语：Полуостров Трудный）是滨海边疆区的半岛，在行政上分属游击队区和纳霍德卡城区，南北长20公里，东西宽19公里，面积187平方公里，最高点376米。它的地形非常崎岖，属锡霍德山脉的余脉，由此1926年苏联地质学家帕维尔·伊万诺维奇·普列奥布拉任斯基将它命名作特鲁德内半岛。它东临纳霍德卡湾，西濒沃斯托克湾，南滨彼得大帝湾。森林的主要树种是蒙古栎。在1862年俄国人首次登陆特鲁德内半岛时，这里居住着汉族人、塔兹人和乌德盖人，到1937年止还居住着朝鲜族人；现在它的西岸上分布着普里斯科维，东岸是纳霍德卡。